# 一條秀憲

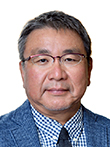
日本学士院賞受賞に際して日本学士院より公表された肖像写真

一條 秀憲（いちじょう ひでのり、1958年9月4日 - ）は日本の分子生物学者。東京大学大学院薬学系研究科教授を務め（2002年-2024年）、東京科学大学総合研究府特別栄誉教授。徳島県徳島市出身。
1997年、酸化ストレスに応答してアポトーシスを誘導するタンパク質リン酸化酵素のASK1(Apoptosis Signal-regulating kinase 1)を発見し、さらにチオレドキシンとの複合体として機能することを解明した。

## 経歴
- 1985年 - 東京医科歯科大学歯学部 卒業[4]
- 1990年 - 同大学院歯学研究科博士課程 修了（歯学博士）[4]
- 1992年 - 東京医科歯科大学歯学部 助手
- 1997年 - がん研究会がん研究所生化学部 主任研究員[4]
- 1998年 - 東京医科歯科大学歯学部 教授
- 2000年 -  同大学院医歯学総合研究科 教授
- 2002年 -  東京大学大学院薬学系研究科 教授
- 2011年 -  同大学総長補佐（〜2012年）
- 2015年 -  同創薬機構 機構長（現在に至る）
- 2018年 -  同大学院薬学系研究科 研究科長・薬学部長（〜2020年）
- 2019年 -  同ライフサイエンス連携研究教育拠点長
- 東京科学大学総合研究府特別栄誉教授[1]

## 著書
- 「運動・からだ図解 生化学の基本」マイナビ出版 2023年

## 受賞歴
- 2008年 JCA-Mauvernay Award
- 2013年 持田記念学術賞
- 2015年 高峰記念第一三共賞
- 2016年 上原賞
- 2020年 武田医学賞
- 2021年 日本学士院賞
- 2025年 藤原賞

## 栄典
- 2019年 紫綬褒章[5]